# Portada/article octubre 15

## Procés de Reorganització Nacional
El Procés de Reorganització Nacional va ser una dictadura militar —la cinquena de la història republicana de l'Argentina, i la més sagnant— que va governar de facto el país des del cop d'estat del 24 de març de 1976 contra el govern constitucional de la peronista María Estela Martínez de Perón (Isabelita) fins a l'assumpció democràtica del candidat de la Unión Cívica Radical, Raúl Alfonsín, el 10 de desembre de 1983. Entre els seus resultats més notables es troben el segrest i posterior desaparició forçada d'aproximadament entre nou mil i trenta mil persones (prop de quatre-centes originàries dels Països Catalans), la utilització sistemàtica de la tortura, la creació de més de tres-cents camps de detenció il·legal amb desaparició de persones, l'enorme augment del deute extern (fins i tot estatitzant deute extern privat) i la invasió de les illes Malvines amb la posterior pèrdua de la guerra de les Malvines.